# 前477年
| 千纪： | 前1千纪 |
| 世纪： | 前6世纪 \| 前5世纪 \| 前4世纪 |
| 年代： | 前500年代 \| 前490年代 \| 前480年代 \| 前470年代 \| 前460年代 \| 前450年代 \| 前440年代                                                                                                   |
| 年份： | 前482年 \| 前481年 \| 前480年 \| 前479年 \| 前478年 \| 前477年 \| 前476年 \| 前475年 \| 前474年 \| 前473年 \| 前472年                                                                     |
| 纪年： | 周敬王四十三年 魯哀公十八年 齐平公四年 晉定公三十五年 秦悼公十四年 楚惠王十二年 宋景公四十年 卫君起元年 蔡成侯十四年 郑声公二十四年 燕孝公十六年 吴王夫差十九年 越王勾践二十年 杞湣公十年 |

## 大事記
- 巴攻楚之战，包围鄾地（今湖北省襄阳市北）。楚惠王派右司马公孙宁（子国）领兵出行。三月，楚国的公孙宁、吴由于、薳固在鄾地击败巴国军队，所以把析地作为公孙宁的封邑
- 衛國大夫石圃逐衛君起，衛出公返國復位。
- 秦悼公卒，子秦厲公嗣位。
- 希臘人所建諸城邦，為防波斯再侵，結成提洛同盟，推雅典為盟主。

## 逝世
- 秦悼公，秦國君主（生年不詳）。
- 皇瑗，宋國大夫